# Niedersächsischer Landesbetrieb für Wasserwirtschaft, Küsten- und Naturschutz
Der Niedersächsische Landesbetrieb für Wasserwirtschaft, Küsten- und Naturschutz (NLWKN) ist ein niedersächsischer Landesbetrieb mit Sitz in Norden, der zum Geschäftsbereich des Niedersächsischen Ministeriums für Umwelt, Energie, Bauen und Klimaschutz gehört. Dieser Landesbetrieb hat auch die Funktion einer Landesoberbehörde.

## Entstehung und Weiterentwicklung
Der Landesbetrieb für Wasserwirtschaft und Küstenschutz wurde am 1. Januar 1998 gegründet. Er führte vom 1. Januar 2005 an die Bezeichnung „Niedersächsischer Landesbetrieb für Wasserwirtschaft, Küsten- und Naturschutz“, nachdem ihm aus dem 2004 aufgelösten Niedersächsischen Landesamt für Ökologie die Naturschutzaufgaben sowie die Dezernate für Naturschutz und Wasserwirtschaft der ebenfalls 2004 aufgelösten Bezirksregierungen (Weser-Ems, Hannover, Lüneburg und Braunschweig) übertragen worden waren.

## Organisation
Die Direktion des NLWKN ist in der Stadt Norden angesiedelt. Hier werden die strategischen Aufgaben der Behörde bearbeitet. Gründungsdirektor war Siegfried Popp, seine Nachfolgerin als Direktorin ist Anne Rickmeyer. Die Fachaufgaben vor Ort werden in den Betriebsstellen umgesetzt. Diese sind über ganz Niedersachsen verteilt und ermöglichen eine regionale Präsenz: Aurich, Brake-Oldenburg, Cloppenburg, Hannover-Hildesheim, Lüneburg, Meppen, Norden-Norderney, Stade, Sulingen, Süd (Braunschweig und Göttingen) und Verden.
Schiffe
Der Betrieb hat mehrere Schiffe, die jeweils für ihre unterschiedlichen Aufgaben gebaut und ausgerüstet sind, darunter
die 2017 in Dienst gestellte Leysand als Nachfolgebau der Janssand, die Burchana, die Utlandshörn und die Leyhörn. Die Vermessungsschiffe Memmert und Nynorderoog sollen 2023 durch einen Neubau ersetzt werden. Es ist „zur Bewältigung von umfangreichen und hochgenauen Seevermessungen für gewässerkundliche, wasserwirtschaftliche und wasserbauliche Aufgabenstellungen“ vorgesehen. Das 16 Meter lange und 5 Meter breite Schiff soll in Norddeich stationiert werden. Sein Einsatzgebiet soll von der Ems bis zur Jade reichen.
Die Dienststelle Stade hat für die Elbe das Laborschiff Tümmler. Es wird vor allem zur Überwachung der Gewässergüte der Elbe eingesetzt. Darüber hinaus werden mit Hilfe des Schiffes Vogel-Beobachtungen an der Elbe durchgeführt.

## Geschäftsbereiche
In dem Namen der Landesbehörde spiegeln sich die zugewiesenen Aufgaben wider: Niedersächsischer Landesbetrieb für Wasserwirtschaft, Küsten- und Naturschutz.
Der NLWKN gliedert sich in sieben Geschäftsbereiche. Sie werden von Geschäftsbereichsleitern geleitet, die ihren Sitz in Norden, Hannover, Lüneburg und Norderney haben:
- Betrieb und Unterhaltung landeseigener Anlagen und Gewässer, Schadstoffunfallbekämpfung, Sitz in Norden
- Planung und Bau wasserwirtschaftlicher Anlagen und Gewässer, Sitz in Norden
- Flussgebietmanagement, Gewässerkundlicher Landesdienst, radiologische Überwachung, Sitz in Norden
- Regionaler Naturschutz, Sitz in Hannover
- Allgemeine Verwaltung, Finanzen, Personal, Sitz in Norden
- Wasserwirtschaftliche Zulassungsverfahren, Sitz in Lüneburg (siehe auch Wasserrecht)
- Landesweiter Naturschutz, Sitz in Hannover
- Forschungsstelle Küste, Sitz in Norderney. Im Herbst 2019 wurde ihr Umzug auf das Festland angekündigt.[9]
- Wolfsbüro des NLWKN[10]

## Bedeutende wasserbauliche Anlagen
Wasserstraßen
- Elbe-Weser-Schifffahrtsweg
- Ems-Jade-Kanal
- Ems-Vechte-Kanal
- Haren-Rütenbrock-Kanal
- Nordgeorgsfehnkanal

Rückhaltebecken und Stauseen
- Hochwasserrückhaltebecken Alfhausen-Rieste
- Hochwasserrückhaltebecken Salzderhelden
- Thülsfelder Talsperre
- Wendebach-Stausee

Flusssperrwerke
- Abbenflethsperrwerk bei Bützfleth
- Emssperrwerk bei Gandersum
- Huntesperrwerk bei Elsfleth
- Ilmenausperrwerk bei Winsen
- Lühesperrwerk in Grünendeich
- Ochtumsperrwerk bei Lemwerder
- Ruthenstromsperrwerk bei Drochtersen
- Schwingesperrwerk bei Stade
- Sperrwerk Freiburg bei Freiburg / Elbe
- Sperrwerk Wischhafen bei Wischhafen

## Dienste
- Hochwassermeldedienst im Einzugsbereich der Flüsse Weser, Aller und Leine
- Sturmflutwarndienst für die niedersächsische Küste
- Wasserstandsdaten (Pegelstände) für Weser und Ems